# مقاطعة كالهون (ميشيغان)
مقاطعة كالهون (بالإنجليزية: Calhoun County, Michigan) هي مقطعة تقع في جنوبي شبه الجزيرة السفلى بولاية ميشيغان في الولايات المتحدة. بلغ عدد سكانها 136146 نسمة في تعداد عام 2010 بحسب مكتب تعداد الولايات المتحدة وتصل الكثافة السكانية فيها 75 نسمة/كم2.

## وصلات خارجية
- حكومة مقاطعة كالهون نسخة محفوظة 3 مارس 2011 على موقع واي باك مشين. (بالإنجليزية)
- محاكم مقاطعة كالهون (بالإنجليزية)
- مقاطعة كالهون، تاريخ وعلم انساب بولاية ميشيغان (بالإنجليزية)
- "مصادر حول مقاطعة كالهون". مكتبة كلارك التاريخية، جامعة ميشيغان الوسطى. مؤرشف من الأصل في 2019-12-13. (بالإنجليزية)